# Wojciech Biernat
Wojciech Biernat (ur. 9 lipca 1901 w Jodłówce, zm. 17 lub 28 maja 1942 w Oświęcimiu) – polski duchowny katolicki, proboszcz parafii Krzyżanowice koło Bochni, założyciel Katolickiego Uniwersytetu Ludowego w Krzyżanowicach, więzień obozu koncentracyjnego Auschwitz-Birkenau.

## Życiorys
Był synem Jana i Anny z domu Barnaś. Pochodził z Jodłówki (należącej wówczas do parafii Rzezawa). Gimnazjum ukończył w Bochni. Teologię studiował w Wyższym Seminarium Duchownym w Tarnowie i tu w 1928 r. przyjął święcenia kapłańskie z rąk biskupa Leona Wałęgi. Jako wikariusz od 1 sierpnia 1928 r. pracował w Radłowie. Od 12 kwietnia 1932 r. pełnił obowiązki administratora, a od 23 czerwca 1936 r. proboszcza w Krzyżanowicach. Tutaj wybudował dom parafialny, który od 27 listopada 1938 r. stał się siedzibą Katolickiego Uniwersytetu Ludowego. Został aresztowany przez gestapo 23 czerwca 1941 r. za ukrywanie u siebie ks. Skarbka z Krakowa. Był więziony w krakowskim więzieniu Montelupich, a w styczniu 1942 roku przewieziono go do obozu koncentracyjnego w Oświęcimiu. Zginął w obozie 17 lub 28 maja 1942 roku. Został odznaczony EC.  